# Order Zasługi Wojskowej (Bawaria)
Order Zasługi Wojskowej (niem. Militär-Verdienstorden) – odznaczenie wojskowe Królestwa Bawarii, nadawane w latach 1866–1918.
Ustanowiony 19 lipca 1866 przez króla Ludwika II Wittelsbacha, nadawany oficerom armii bawarskiej oraz armii innych państw, a także osobom cywilnym, za zasługi wojskowe w czasie pokoju i wojny, jak również za czyny waleczności na polu bitwy, niekwalifikujące się do odznaczenia Orderem Wojskowym Maksymiliana Józefa. 

## Klasy
Order był początkowo podzielony na pięć klas:
- Krzyż Wielki (Großkreuz)
- Wielki Komandor (Großkomtur)
- Komandor (Komtur)
- Kawaler I kl. (Ritter I. Klasse)
- Kawaler II kl. (Ritter II. Klasse)

oraz Krzyż Zasługi (Verdienstkreuz), przeznaczony dla podoficerów.
Struktura orderu była parokrotnie modyfikowana i w chwili wybuchu I wojny światowej miała następujący kształt:
- Krzyż Wielki
- Krzyż I kl.
- Krzyż II kl. z gwiazdą
- Krzyż II kl.
- Krzyż Oficerski (ust. 26 lutego 1900[2].)
- Krzyż III kl.
- Krzyż IV kl.

Krzyż Zasługi został rozszerzony do trzech stopni: złotego, srebrnego i brązowego.
Poszczególne klasy orderu i stopnie Krzyża Zasługi mogły być nadawane z koroną, a za zasługi wojenne – z mieczami.

## Insygnia

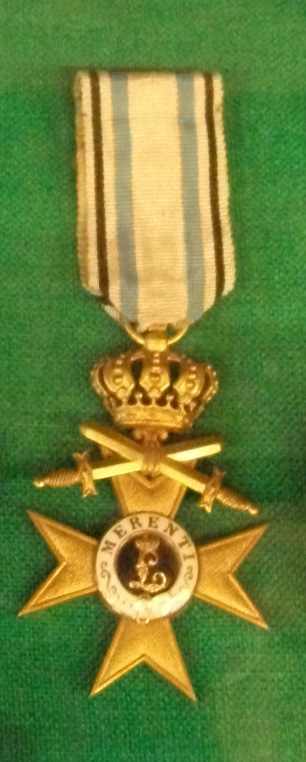
Złoty Krzyż Zasługi z koroną i mieczami

Oznakę orderu stanowił złoty (lub srebrny w IV kl.) krzyż maltański o ramionach pokrytych ciemnoniebieską emalią. Między ramionami znajdowały się stylizowane płomienie. Na czarno emaliowanej tarczy awersu widniał zwieńczony koroną złoty monogram L, otoczony białym pasem z łac. dewizą MERENTI. Na tarczy rewersu znajdował się bawarski złoty lew, zaś na pasie rok ustanowienia 1866. Skrzyżowane miecze umieszczano na górnym ramieniu krzyża. 
Gwiazda orderowa była srebrna, z nałożonym krzyżem orderowym.
Złoty, srebrny i brązowy Krzyż Zasługi miał taki sam kształt jak oznaka orderu, lecz o nieemaliowanych ramionach. Krzyż brązowy był całkowicie pozbawiony emalii.
Wstążka orderu i krzyża była biała z chabrowymi paskami po bokach. Przy nadaniach wojennych posiadała dodatkowe czarne prążki.